# Liste der Monuments historiques in Villers-la-Faye
Die Liste der Monuments historiques in Villers-la-Faye führt die Monuments historiques in der französischen Gemeinde Villers-la-Faye auf.

## Liste der Immobilien
| Bezeichnung                | Beschreibung                                                                    | Standort                                              | Kennzeichnung | Schutzstatus | Datum | Bild           |
| -------------------------- | ------------------------------------------------------------------------------- | ----------------------------------------------------- | ------------- | ------------ | ----- | -------------- |
| Château de Villers-la-Faye | aus dem 15. Jahrhundert                                                         | 6 rue du Château (Lage)                               | PA00112727    | Inscrit      | 1925  | weitere Bilder |
| Friedhofskapelle St-Abdon  | Vierungsturm und Apsis einer sonst abgegangenen Kirche, 11. und 15. Jahrhundert | südöstlich des Ortes auf dem Mont Saint-Victor (Lage) | PA00112728    | Inscrit      | 1925  | weitere Bilder |

## Liste der Objekte
| Bezeichnung | Beschreibung                                                                                             | Standort                       | Kennzeichnung | Schutzstatus | Datum | Bild |
| ----------- | --- | ------------------------------ | ------------- | ------------ | ----- | ---- |
| Kelch       | Silber, Kupfer, Bronze, teilweise versilbert und vergoldet, Ende des 15. Jahrhunderts und (gemarkt) 1667 | in der Kirche St-Victor (Lage) | PM21002991    | Classé       | 1997  |      |